# Unione Sportiva Gavorrano 2012-2013
Questa pagina raccoglie le informazioni riguardanti l'Unione Sportiva Gavorrano nelle competizioni ufficiali della stagione 2012-2013.

## Rosa
| N. |                    | Ruolo | Calciatore             |
| -- | ------------------ | ----- | ---------------------- |
|    | Italia (bandiera)  | P     | Paride Addario         |
|    | Italia (bandiera)  | D     | Andrea Alderotti       |
|    | Italia (bandiera)  | A     | Gianmarco Caira        |
|    | Italia (bandiera)  | C     | Federico Carraro       |
|    | Italia (bandiera)  | C     | Andrea Cretella        |
|    | Italia (bandiera)  | C     | Simone Della Latta     |
|    | Italia (bandiera)  | D     | Alessio Fatticcioni    |
|    | Italia (bandiera)  | C     | Marco Fiore            |
|    | Italia (bandiera)  | C     | Giulio Grifoni         |
|    | Albania (bandiera) | A     | Mario Gurma            |
|    | Italia (bandiera)  | P     | Mattia Lanzano         |
|    | Italia (bandiera)  | C     | Fabrizio Lo Sicco      |
|    | Italia (bandiera)  | A     | Ferdinando Mastroianni |
|    | Italia (bandiera)  | D     | Gregorio Mazzanti      |

| N. |                   | Ruolo | Calciatore         |
| -- | ----------------- | ----- | ------------------ |
|    | Italia (bandiera) | D     | Daniele Messina    |
|    | Italia (bandiera) | D     | Sebastiano Miano   |
|    | Italia (bandiera) | A     | Filippo Moscati    |
|    | Italia (bandiera) | C     | Matteo Nicoletti   |
|    | Italia (bandiera) | A     | Manuel Nocciolini  |
|    | Italia (bandiera) | A     | Tommaso Paci       |
|    | Italia (bandiera) | A     | Maurizio Peluso    |
|    | Italia (bandiera) | C     | Mattia Rolando     |
|    | Italia (bandiera) | D     | Gianluca Romiti    |
|    | Italia (bandiera) | D     | Paolo Ropolo       |
|    | Italia (bandiera) | C     | Fabio Rosati       |
|    | Italia (bandiera) | D     | Antonio Tognarelli |
|    | Italia (bandiera) | C     | Luigi Viola        |
|    | Italia (bandiera) | C     | Nicolas Zane       |